# Theristus aculeatus
Theristus aculeatus is een rondwormensoort uit de familie van de Xyalidae. De wetenschappelijke naam van de soort is voor het eerst geldig gepubliceerd in 1935 door Schulz.